# Raquel Reed
Raquel Reed (* 11. April 1988 in Secaucus, New Jersey) ist eine US-amerikanische Sängerin, Model und Visagistin.

## Leben
Raquel Reed wuchs im südlichen Kalifornien auf, bis sie im Alter von 17 Jahren nach New York zog. Sie wurde dort früh zu einem alternativen Szenen-Model mit ihren blauen Haaren und ihrem generell bunten Auftreten. In New York arbeitete Reed in verschiedenen Boutiquen, von kleinen Läden bis hin zu der Patricia-Field-Boutique, den Designer des Sex and the City Stores in der Bowery. Sie stockte ihr Einkommen auf, indem sie als Gogo-Tänzerin tanzte. Sie wurde schnell als „Underground-Party-Scene-Kid“ bekannt. Reed begann damit, ihr Portfolio aufzubauen, indem sie mit über hundert Fotografen arbeitete. Reed lernte Jeffree Star, Internetberühmtheit und Sänger, auf einer Hausparty in Long Beach kennen und lebte mit ihm drei Jahre zusammen. Durch Star begann ihre Musikkarriere, als sie auf seinen Touren als Background-Sängerin auftrat. 2009 veröffentlichte sie dann ihre ersten Songs. Auf dem Mixtape Till Death Do Us Part…One von Death House, erschienen die Songs Key Largo und The Fast Lane. Zu Letzterem drehte Reed Anfang 2010 ein Musikvideo. 2009 kam ihre Single Crazy Baby heraus, 2010 folgten dann I’ll Show You zusammen mit Redman und Do It Dirty mit Blam.

## Diskografie

### Studio-Alben
| Jahr | Album-Informationen                                                                         |
| ---- | ------------------------------------------------------------------------------------------- |
| TBA  | Reed Between The Lines - Debüt-Studioalbum - Erscheinungsdatum: TBA - Formate: CD, Download |

### Singles
| Jahr | Titel                                                                               |
| ---- | ----------------------------------------------------------------------------------- |
| 2009 | Crazy Baby - Erste Single - Erscheinungsdatum: 23. Oktober 2009 - Formate: Download |
| 2010 | I’ll Show You - Erscheinungsdatum: 23. März 2010 - Formate: CD, Download            |
| 2010 | Do It Dirty - Erscheinungsdatum: 20. August 2010 - Formate: Download                |

### Musikvideos
| Jahr | Titel                                                                 | Regisseur         |
| ---- | --------------------------------------------------------------------- | ----------------- |
| 2010 | The Fast Lane - Erscheinungsdatum: 20. März 2010                      | Mario Pignard Jr. |
| 2010 | I’ll Show You featuring Redman - Erscheinungsdatum: 25. November 2010 | Michael Milia     |
| 2011 | Do It Dirty featuring Blam - Erscheinungsdatum: 4. Februar 2011       | Eric Johnston     |